# Hyla cinerea
A Hyla cinerea é uma espécie comum de perereca do sudeste dos Estados Unidos pertencente ao género Hyla. Foi introduzida em Porto Rico.